# Sledgehammer (Rihanna)
Sledgehammer è un singolo della cantante barbadiana Rihanna, pubblicato il 27 giugno 2016 come unico estratto dalla colonna sonora del film Star Trek Beyond.

## Descrizione
Il brano affonda le proprie radici già nel 2014, quando Rihanna pubblicò una frase del testo attraverso Twitter, «You're just another brick and I'm a sledgehammer», lasciando intendere di essere al lavoro sul brano. Sledgehammer è stato scritto dalla stessa cantante insieme a Jesse Shatkin e Sia, quest'ultima già collaboratrice di Rihanna alla realizzazione del singolo del 2012 Diamonds.
Il brano è scritto con la chiave di Re minore con un tempo lento di 66 battiti al minuto in tempo comune. Ne consegue una progressione di accordi di D - B♭ - Gm, e la voce di Rihanna si estende da G3 a F♯5.

## Video musicale
Il video, diretto da Floria Sigismondi e girato presso le Trona Pinnacles, è stato presentato in anteprima il 30 giugno 2016 nelle sale IMAX alle nove di mattina, venendo successivamente pubblicato su Vevo e Tidal un'ora più tardi.
Il video mostra la cantante vestita con un costume sci-fi esibendosi in magiche mosse. Alla fine del video la cantante si trasforma in un dio celeste, faccia a faccia con l'Enterprise.

## Tracce
1. Sledgehammer (from the Motion Picture Star Trek Beyond) – 3:31 (Robyn Fenty, Sia Furler, Jesse Shatkin)

## Classifiche
| Classifica (2016)         | Posizione massima |
| ------------------------- | ----------------- |
| Belgio (Fiandre)          | 40                |
| Canada                    | 72                |
| Francia                   | 60                |
| Regno Unito               | 69                |
| Stati Uniti               | 102               |
| Stati Uniti (adult)       | 17                |
| Stati Uniti (R&B/hip-hop) | 36                |